# Icaraíma
Icaraíma là một đô thị thuộc bang Paraná, Brasil. Đô thị này có diện tích 675,241 km², dân số năm 2007 là 9374 người, mật độ 12,8 người/km².